# 역도원
역도원(酈道元, 466년? 또는 472년? ~ 527년)은 북위의 관료이자 지리학자·작가(수필가)로, 자는 선장(善長)이며, 범양군 탁현 사람이다. 평동장군(平東將軍) 청주자사 역범의 장남이다. 472년에 태어났다고도 한다. 대표작으로는 《수경주》가 있다. 도성으로 돌아와 어사중위에 발탁되어 법을 엄격하게 집행하고 아첨을 싫어해 권신들의 미움을 샀다. 구념이란 자가 여남왕의 총애를 믿고 관리선발을 제멋대로 한 것을 적발했는데 여남왕이 태후에게 요청해 구념의 사면령을 보내자 사면령이 관아에 도착하기 전에 구념을 처형하기도 했다고 한다. 옹주자사 소보인이 반역을 꾸미자, 권신들은 남의 손을 빌려 역도원을 제거하기 위해 그를 옹주의 관우대사로 추천했다. 소보인의 무리들에게 포위되었으나 끝까지 항복을 거부하다가 목숨을 잃었다고 한다.

## 관련 문헌
- 위수, 《위서》 권89 열전 제77 혹리(酷吏)
- 이연수, 《북사》 권27 열전 제15
- 사마광, 《자치통감》 권147·권150·권151
- 호삼성, 《자치통감음주》 권147·권150·권151